# Action Bronson
Action Bronson (* 2. Dezember 1983 als Arian Asllani in New York City) ist ein US-amerikanischer Rapper.

## Biografie
Arian Asllani wurde 1983 in Flushing, Queens, New York City als Sohn eines albanischen Immigranten und einer jüdischen New Yorkerin geboren. Er ist gelernter Koch, was sich häufig in seinen Texten widerspiegelt. Darüber hinaus moderiert er seine eigenen Online-Kochsendungen namens Action in the Kitchen und Fuck That’s Delicious. Ende 2012 trat Action Bronson zum ersten Mal vor einem größeren Publikum in Deutschland auf. Er steht bei Vice Records und Atlantic Records unter Vertrag.
Bronson ist besonders durch sein markantes Äußeres (roter Bart und korpulentes Erscheinungsbild) und seine eigenwillige Art bekannt, die Reime besonders schnell vorzutragen. 2014 war er auf dem Album Convertibles vom Rapper Chuck Inglish beim Stück Gametime zu hören, das The Alchemist produziert hat.
Im März 2015 erschien Bronsons Debütalbum Mr. Wonderful. Auf Metacritic steht das Album bei einer überdurchschnittlichen Bewertung von 76/100 Punkten. Aria Nejati von Hiphop.de schrieb, das Album enthalte „passend platzierte und sauber ausgearbeitete Samples aus aller Welt, [die] sorgfältig mit Jazz- und Blues-Elementen versetzt [werden]“. Bronson bringe „genügend musikalisches Verständnis mit, um mit den Instrumentals angemessen umzugehen“.
Asllani hat einige Nebenrollen in verschiedenen Filmen gespielt, so erstmals im Film The Irishman (2019). Außerdem hatte er einen Cameoauftritt im 2020 erschienenen Film The King of Staten Island.

## Diskografie
Alben
- Dr. Lecter (2011)
- Mr. Wonderful (2015)
- Human Highlight Reel[10] (2016)
- Blue Chips 7000 (2017)
- White Bronco (2018)
- Only for Dolphins (2020)
- Cocodrillo Turbo (2022)
- Johann Sebastian Bachlava the Doctor (2024)

Kollaborationen
- Well-Done (2011, mit Statik Selektah)

EPs
- The Program EP (2011, mit Don Producci)
- Saaab Stories (2013)
- Lamb Over Rice (2019, mit The Alchemist)

Mixtapes
- Bon Appetit … Bitch (2011)
- Blue Chips (2012, mit Party Supplies)
- Rare Chandeliers (2012, mit The Alchemist)
- Blue Chips 2 (2013, mit Party Supplies)
- Blue Chips 7000[11] (2017)

Juice-Exclusives
- Driving Gloves (2015) feat. Gangrene